# Famille d'Udekem d'Acoz
La famille d'Udekem d'Acoz, branche de la famille d'Udekem appartient à la  noblesse belge et compte parmi ses membres, la reine Mathilde des Belges, mère d'Élisabeth de Belgique, princesse héritière de Belgique.

## Histoire
Le premier membre de la famille à porter ce nom est Gérard François Xavier d'Udekem d'Acoz. Il devient propriétaire du château d'Acoz par héritage en tant que fils de Jacques d'Udekem. Ce château est situé à Acoz, dont cette branche de la famille d'Udekem tire son nom.
Un autre château, celui de Losange, a appartenu aux parents de Mathilde d'Udekem d'Acoz, destinée à devenir reine consort des Belges. Ses parents sont le comte Patrick d'Udekem d'Acoz et la comtesse Anna Maria Komorowska, d'origine polono-lituanienne et dont la mère est la comtesse Léon Komorowski, née princesse Zofia Sapieha.
Le château Raepenburg, quant à lui, est habité par le comte Bernard d'Udekem d'Acoz, cousin germain de la reine, et son épouse.
Cette branche de la famille d'Udekem devient célèbre quand Mathilde d'Udekem d'Acoz se marie, le 4 décembre 1999, au prince Philippe de Belgique, futur roi des Belges. Elle porte depuis son mariage les titres de princesse de Belgique et de duchesse de Brabant jusqu'au 21 juillet 2013, date à laquelle le prince Philippe devient roi des Belges, faisant d'elle la 7e reine des Belges. 
Son père, l'écuyer Patrick d'Udekem d'Acoz, et les frères aînés de celui-ci, Henri, baron d'Udekem d'Acoz, et l'écuyer Raoul d'Udekem d'Acoz seront titrés le jour-même de ce mariage, par le roi Albert II, père du prince Philippe, comtes (héréditaires) d'Udekem d'Acoz.
Mathilde donne naissance à quatre enfants qui portent les titres de princes et princesses de Belgique, membres du rameau belge de la famille de Saxe-Cobourg et Gotha.

## Arbre généalogique
L'arbre généalogique ci-dessous ne représente que les personnalités directes qui sont liées à la Princesse Elisabeth de Belgique, future Reine de Belges et fille de Mathilde d'Udekem d'Acoz. La famille compte actuellement plus de 63 descendants portant le nom d'Udekem d'Acoz.
| Gérard François Xavier d'Udekem d'Acoz (1785-1866) | Gérard François Xavier d'Udekem d'Acoz (1785-1866) | Gérard François Xavier d'Udekem d'Acoz (1785-1866) | Gérard François Xavier d'Udekem d'Acoz (1785-1866) | Gérard François Xavier d'Udekem d'Acoz (1785-1866) | Gérard François Xavier d'Udekem d'Acoz (1785-1866) |  |  |                                                                       |                                                                       |                                                                       |                                                                       | Justine Ferdinandine Gérardine Ghislaine de Posson (1799-1884)        | Justine Ferdinandine Gérardine Ghislaine de Posson (1799-1884)        | Justine Ferdinandine Gérardine Ghislaine de Posson (1799-1884) | Justine Ferdinandine Gérardine Ghislaine de Posson (1799-1884) | Justine Ferdinandine Gérardine Ghislaine de Posson (1799-1884) | Justine Ferdinandine Gérardine Ghislaine de Posson (1799-1884) |                                           |                                           |                                                                           |                                                                           |                                                                           |                                                                           |                                                                           |                                                                           |                                   |                                   |                                        |                                        |                                        |                                        |                                        |                                        |                                |                                |                                       |                                       |                                       |                                       |                                             |                                             |                                             |                                             |                                             |                                             |                                    |                                    |                                    |                                    |  |  |                                     |                                     |                                     |                                     |                                     |                                     |  |  |                                     |                                     |                                     |                                     |                                     |                                     |  |  |                              |                              |                              |                              |                              |                              |
| Gérard François Xavier d'Udekem d'Acoz (1785-1866) | Gérard François Xavier d'Udekem d'Acoz (1785-1866) | Gérard François Xavier d'Udekem d'Acoz (1785-1866) | Gérard François Xavier d'Udekem d'Acoz (1785-1866) | Gérard François Xavier d'Udekem d'Acoz (1785-1866) | Gérard François Xavier d'Udekem d'Acoz (1785-1866) |  |  |                                                                       |                                                                       |                                                                       |                                                                       | Justine Ferdinandine Gérardine Ghislaine de Posson (1799-1884)        | Justine Ferdinandine Gérardine Ghislaine de Posson (1799-1884)        | Justine Ferdinandine Gérardine Ghislaine de Posson (1799-1884) | Justine Ferdinandine Gérardine Ghislaine de Posson (1799-1884) | Justine Ferdinandine Gérardine Ghislaine de Posson (1799-1884) | Justine Ferdinandine Gérardine Ghislaine de Posson (1799-1884) |                                           |                                           |                                                                           |                                                                           |                                                                           |                                                                           |                                                                           |                                                                           |                                   |                                   |                                        |                                        |                                        |                                        |                                        |                                        |                                |                                |                                       |                                       |                                       |                                       |                                             |                                             |                                             |                                             |                                             |                                             |                                    |                                    |                                    |                                    |  |  |                                     |                                     |                                     |                                     |                                     |                                     |  |  |                                     |                                     |                                     |                                     |                                     |                                     |  |  |                              |                              |                              |                              |                              |                              |
|                                                    |                                                    |                                                    |                                                    |                                                    |                                                    |  |  |                                                                       |                                                                       |                                                                       |                                                                       |                                                                       |                                                                       |                                                                |                                                                |                                                                |                                                                |                                           |                                           |                                                                           |                                                                           |                                                                           |                                                                           |                                                                           |                                                                           |                                   |                                   |                                        |                                        |                                        |                                        |                                        |                                        |                                |                                |                                       |                                       |                                       |                                       |                                             |                                             |                                             |                                             |                                             |                                             |                                    |                                    |                                    |                                    |  |  |                                     |                                     |                                     |                                     |                                     |                                     |  |  |                                     |                                     |                                     |                                     |                                     |                                     |  |  |                              |                              |                              |                              |                              |                              |
|                                                    |                                                    |                                                    |                                                    |                                                    |                                                    |  |  |                                                                       |                                                                       |                                                                       |                                                                       |                                                                       |                                                                       |                                                                |                                                                |                                                                |                                                                |                                           |                                           |                                                                           |                                                                           |                                                                           |                                                                           |                                                                           |                                                                           |                                   |                                   |                                        |                                        |                                        |                                        |                                        |                                        |                                |                                |                                       |                                       |                                       |                                       |                                             |                                             |                                             |                                             |                                             |                                             |                                    |                                    |                                    |                                    |  |  |                                     |                                     |                                     |                                     |                                     |                                     |  |  |                                     |                                     |                                     |                                     |                                     |                                     |  |  |                              |                              |                              |                              |                              |                              |
| Jacques-Albert, Baron d'Udekem d'Acoz (1828-1900)  | Jacques-Albert, Baron d'Udekem d'Acoz (1828-1900)  | Jacques-Albert, Baron d'Udekem d'Acoz (1828-1900)  | Jacques-Albert, Baron d'Udekem d'Acoz (1828-1900)  | Jacques-Albert, Baron d'Udekem d'Acoz (1828-1900)  | Jacques-Albert, Baron d'Udekem d'Acoz (1828-1900)  |  |  |                                                                       |                                                                       |                                                                       |                                                                       | Alice Marie de Kerchove (1838-1877)                                   | Alice Marie de Kerchove (1838-1877)                                   | Alice Marie de Kerchove (1838-1877)                            | Alice Marie de Kerchove (1838-1877)                            | Alice Marie de Kerchove (1838-1877)                            | Alice Marie de Kerchove (1838-1877)                            |                                           |                                           | Joséphine d'Udekem d'Acoz (1829-1908)                                     | Joséphine d'Udekem d'Acoz (1829-1908)                                     | Joséphine d'Udekem d'Acoz (1829-1908)                                     | Joséphine d'Udekem d'Acoz (1829-1908)                                     | Joséphine d'Udekem d'Acoz (1829-1908)                                     | Joséphine d'Udekem d'Acoz (1829-1908)                                     |                                   |                                   | Gérard d'Udekem d'Acoz (1831-1867)     | Gérard d'Udekem d'Acoz (1831-1867)     | Gérard d'Udekem d'Acoz (1831-1867)     | Gérard d'Udekem d'Acoz (1831-1867)     | Gérard d'Udekem d'Acoz (1831-1867)     | Gérard d'Udekem d'Acoz (1831-1867)     |                                |                                | Marie d'Udekem d'Acoz (1832-1895)     | Marie d'Udekem d'Acoz (1832-1895)     | Marie d'Udekem d'Acoz (1832-1895)     | Marie d'Udekem d'Acoz (1832-1895)     | Marie d'Udekem d'Acoz (1832-1895)           | Marie d'Udekem d'Acoz (1832-1895)           |                                             |                                             | Louis d'Udekem d'Acoz (1834-1892)           | Louis d'Udekem d'Acoz (1834-1892)           | Louis d'Udekem d'Acoz (1834-1892)  | Louis d'Udekem d'Acoz (1834-1892)  | Louis d'Udekem d'Acoz (1834-1892)  | Louis d'Udekem d'Acoz (1834-1892)  |  |  | Auguste d'Udekem d'Acoz (1836-1881) | Auguste d'Udekem d'Acoz (1836-1881) | Auguste d'Udekem d'Acoz (1836-1881) | Auguste d'Udekem d'Acoz (1836-1881) | Auguste d'Udekem d'Acoz (1836-1881) | Auguste d'Udekem d'Acoz (1836-1881) |  |  | Ludwine d'Udekem d'Acoz (1842-1875) | Ludwine d'Udekem d'Acoz (1842-1875) | Ludwine d'Udekem d'Acoz (1842-1875) | Ludwine d'Udekem d'Acoz (1842-1875) | Ludwine d'Udekem d'Acoz (1842-1875) | Ludwine d'Udekem d'Acoz (1842-1875) |  |  | Joséphine d'Acoz (1844-1847) | Joséphine d'Acoz (1844-1847) | Joséphine d'Acoz (1844-1847) | Joséphine d'Acoz (1844-1847) | Joséphine d'Acoz (1844-1847) | Joséphine d'Acoz (1844-1847) |
| Jacques-Albert, Baron d'Udekem d'Acoz (1828-1900)  | Jacques-Albert, Baron d'Udekem d'Acoz (1828-1900)  | Jacques-Albert, Baron d'Udekem d'Acoz (1828-1900)  | Jacques-Albert, Baron d'Udekem d'Acoz (1828-1900)  | Jacques-Albert, Baron d'Udekem d'Acoz (1828-1900)  | Jacques-Albert, Baron d'Udekem d'Acoz (1828-1900)  |  |  |                                                                       |                                                                       |                                                                       |                                                                       | Alice Marie de Kerchove (1838-1877)                                   | Alice Marie de Kerchove (1838-1877)                                   | Alice Marie de Kerchove (1838-1877)                            | Alice Marie de Kerchove (1838-1877)                            | Alice Marie de Kerchove (1838-1877)                            | Alice Marie de Kerchove (1838-1877)                            |                                           |                                           | Joséphine d'Udekem d'Acoz (1829-1908)                                     | Joséphine d'Udekem d'Acoz (1829-1908)                                     | Joséphine d'Udekem d'Acoz (1829-1908)                                     | Joséphine d'Udekem d'Acoz (1829-1908)                                     | Joséphine d'Udekem d'Acoz (1829-1908)                                     | Joséphine d'Udekem d'Acoz (1829-1908)                                     |                                   |                                   | Gérard d'Udekem d'Acoz (1831-1867)     | Gérard d'Udekem d'Acoz (1831-1867)     | Gérard d'Udekem d'Acoz (1831-1867)     | Gérard d'Udekem d'Acoz (1831-1867)     | Gérard d'Udekem d'Acoz (1831-1867)     | Gérard d'Udekem d'Acoz (1831-1867)     |                                |                                | Marie d'Udekem d'Acoz (1832-1895)     | Marie d'Udekem d'Acoz (1832-1895)     | Marie d'Udekem d'Acoz (1832-1895)     | Marie d'Udekem d'Acoz (1832-1895)     | Marie d'Udekem d'Acoz (1832-1895)           | Marie d'Udekem d'Acoz (1832-1895)           |                                             |                                             | Louis d'Udekem d'Acoz (1834-1892)           | Louis d'Udekem d'Acoz (1834-1892)           | Louis d'Udekem d'Acoz (1834-1892)  | Louis d'Udekem d'Acoz (1834-1892)  | Louis d'Udekem d'Acoz (1834-1892)  | Louis d'Udekem d'Acoz (1834-1892)  |  |  | Auguste d'Udekem d'Acoz (1836-1881) | Auguste d'Udekem d'Acoz (1836-1881) | Auguste d'Udekem d'Acoz (1836-1881) | Auguste d'Udekem d'Acoz (1836-1881) | Auguste d'Udekem d'Acoz (1836-1881) | Auguste d'Udekem d'Acoz (1836-1881) |  |  | Ludwine d'Udekem d'Acoz (1842-1875) | Ludwine d'Udekem d'Acoz (1842-1875) | Ludwine d'Udekem d'Acoz (1842-1875) | Ludwine d'Udekem d'Acoz (1842-1875) | Ludwine d'Udekem d'Acoz (1842-1875) | Ludwine d'Udekem d'Acoz (1842-1875) |  |  | Joséphine d'Acoz (1844-1847) | Joséphine d'Acoz (1844-1847) | Joséphine d'Acoz (1844-1847) | Joséphine d'Acoz (1844-1847) | Joséphine d'Acoz (1844-1847) | Joséphine d'Acoz (1844-1847) |
|                                                    |                                                    |                                                    |                                                    |                                                    |                                                    |  |  |                                                                       |                                                                       |                                                                       |                                                                       |                                                                       |                                                                       |                                                                |                                                                |                                                                |                                                                |                                           |                                           |                                                                           |                                                                           |                                                                           |                                                                           |                                                                           |                                                                           |                                   |                                   |                                        |                                        |                                        |                                        |                                        |                                        |                                |                                |                                       |                                       |                                       |                                       |                                             |                                             |                                             |                                             |                                             |                                             |                                    |                                    |                                    |                                    |  |  |                                     |                                     |                                     |                                     |                                     |                                     |  |  |                                     |                                     |                                     |                                     |                                     |                                     |  |  |                              |                              |                              |                              |                              |                              |
|                                                    |                                                    |                                                    |                                                    |                                                    |                                                    |  |  |                                                                       |                                                                       |                                                                       |                                                                       |                                                                       |                                                                       |                                                                |                                                                |                                                                |                                                                |                                           |                                           |                                                                           |                                                                           |                                                                           |                                                                           |                                                                           |                                                                           |                                   |                                   |                                        |                                        |                                        |                                        |                                        |                                        |                                |                                |                                       |                                       |                                       |                                       |                                             |                                             |                                             |                                             |                                             |                                             |                                    |                                    |                                    |                                    |  |  |                                     |                                     |                                     |                                     |                                     |                                     |  |  |                                     |                                     |                                     |                                     |                                     |                                     |  |  |                              |                              |                              |                              |                              |                              |
| Maximilien, Baron d'Udekem d'Acoz (1861-1921)      | Maximilien, Baron d'Udekem d'Acoz (1861-1921)      | Maximilien, Baron d'Udekem d'Acoz (1861-1921)      | Maximilien, Baron d'Udekem d'Acoz (1861-1921)      | Maximilien, Baron d'Udekem d'Acoz (1861-1921)      | Maximilien, Baron d'Udekem d'Acoz (1861-1921)      |  |  |                                                                       |                                                                       |                                                                       |                                                                       | Maria van Eyll (1863-1935)                                            | Maria van Eyll (1863-1935)                                            | Maria van Eyll (1863-1935)                                     | Maria van Eyll (1863-1935)                                     | Maria van Eyll (1863-1935)                                     | Maria van Eyll (1863-1935)                                     |                                           |                                           | Marguerite d'Udekem d'Acoz (1862-1864)                                    | Marguerite d'Udekem d'Acoz (1862-1864)                                    | Marguerite d'Udekem d'Acoz (1862-1864)                                    | Marguerite d'Udekem d'Acoz (1862-1864)                                    | Marguerite d'Udekem d'Acoz (1862-1864)                                    | Marguerite d'Udekem d'Acoz (1862-1864)                                    |                                   |                                   | Louise d'Udekem d'Acoz (1864-1966)     | Louise d'Udekem d'Acoz (1864-1966)     | Louise d'Udekem d'Acoz (1864-1966)     | Louise d'Udekem d'Acoz (1864-1966)     | Louise d'Udekem d'Acoz (1864-1966)     | Louise d'Udekem d'Acoz (1864-1966)     |                                |                                | Paul d'Udekem d'Acoz (1865-1952)      | Paul d'Udekem d'Acoz (1865-1952)      | Paul d'Udekem d'Acoz (1865-1952)      | Paul d'Udekem d'Acoz (1865-1952)      | Paul d'Udekem d'Acoz (1865-1952)            | Paul d'Udekem d'Acoz (1865-1952)            |                                             |                                             | Xavier d'Udekem d'Acoz (1873-1963)          | Xavier d'Udekem d'Acoz (1873-1963)          | Xavier d'Udekem d'Acoz (1873-1963) | Xavier d'Udekem d'Acoz (1873-1963) | Xavier d'Udekem d'Acoz (1873-1963) | Xavier d'Udekem d'Acoz (1873-1963) |  |  |                                     |                                     |                                     |                                     |                                     |                                     |  |  |                                     |                                     |                                     |                                     |                                     |                                     |  |  |                              |                              |                              |                              |                              |                              |
| Maximilien, Baron d'Udekem d'Acoz (1861-1921)      | Maximilien, Baron d'Udekem d'Acoz (1861-1921)      | Maximilien, Baron d'Udekem d'Acoz (1861-1921)      | Maximilien, Baron d'Udekem d'Acoz (1861-1921)      | Maximilien, Baron d'Udekem d'Acoz (1861-1921)      | Maximilien, Baron d'Udekem d'Acoz (1861-1921)      |  |  |                                                                       |                                                                       |                                                                       |                                                                       | Maria van Eyll (1863-1935)                                            | Maria van Eyll (1863-1935)                                            | Maria van Eyll (1863-1935)                                     | Maria van Eyll (1863-1935)                                     | Maria van Eyll (1863-1935)                                     | Maria van Eyll (1863-1935)                                     |                                           |                                           | Marguerite d'Udekem d'Acoz (1862-1864)                                    | Marguerite d'Udekem d'Acoz (1862-1864)                                    | Marguerite d'Udekem d'Acoz (1862-1864)                                    | Marguerite d'Udekem d'Acoz (1862-1864)                                    | Marguerite d'Udekem d'Acoz (1862-1864)                                    | Marguerite d'Udekem d'Acoz (1862-1864)                                    |                                   |                                   | Louise d'Udekem d'Acoz (1864-1966)     | Louise d'Udekem d'Acoz (1864-1966)     | Louise d'Udekem d'Acoz (1864-1966)     | Louise d'Udekem d'Acoz (1864-1966)     | Louise d'Udekem d'Acoz (1864-1966)     | Louise d'Udekem d'Acoz (1864-1966)     |                                |                                | Paul d'Udekem d'Acoz (1865-1952)      | Paul d'Udekem d'Acoz (1865-1952)      | Paul d'Udekem d'Acoz (1865-1952)      | Paul d'Udekem d'Acoz (1865-1952)      | Paul d'Udekem d'Acoz (1865-1952)            | Paul d'Udekem d'Acoz (1865-1952)            |                                             |                                             | Xavier d'Udekem d'Acoz (1873-1963)          | Xavier d'Udekem d'Acoz (1873-1963)          | Xavier d'Udekem d'Acoz (1873-1963) | Xavier d'Udekem d'Acoz (1873-1963) | Xavier d'Udekem d'Acoz (1873-1963) | Xavier d'Udekem d'Acoz (1873-1963) |  |  |                                     |                                     |                                     |                                     |                                     |                                     |  |  |                                     |                                     |                                     |                                     |                                     |                                     |  |  |                              |                              |                              |                              |                              |                              |
|                                                    |                                                    |                                                    |                                                    |                                                    |                                                    |  |  |                                                                       |                                                                       |                                                                       |                                                                       |                                                                       |                                                                       |                                                                |                                                                |                                                                |                                                                |                                           |                                           |                                                                           |                                                                           |                                                                           |                                                                           |                                                                           |                                                                           |                                   |                                   |                                        |                                        |                                        |                                        |                                        |                                        |                                |                                |                                       |                                       |                                       |                                       |                                             |                                             |                                             |                                             |                                             |                                             |                                    |                                    |                                    |                                    |  |  |                                     |                                     |                                     |                                     |                                     |                                     |  |  |                                     |                                     |                                     |                                     |                                     |                                     |  |  |                              |                              |                              |                              |                              |                              |
|                                                    |                                                    |                                                    |                                                    |                                                    |                                                    |  |  |                                                                       |                                                                       |                                                                       |                                                                       |                                                                       |                                                                       |                                                                |                                                                |                                                                |                                                                |                                           |                                           |                                                                           |                                                                           |                                                                           |                                                                           |                                                                           |                                                                           |                                   |                                   |                                        |                                        |                                        |                                        |                                        |                                        |                                |                                |                                       |                                       |                                       |                                       |                                             |                                             |                                             |                                             |                                             |                                             |                                    |                                    |                                    |                                    |  |  |                                     |                                     |                                     |                                     |                                     |                                     |  |  |                                     |                                     |                                     |                                     |                                     |                                     |  |  |                              |                              |                              |                              |                              |                              |
| Suzanne de Smet (1896-1923)                        | Suzanne de Smet (1896-1923)                        | Suzanne de Smet (1896-1923)                        | Suzanne de Smet (1896-1923)                        | Suzanne de Smet (1896-1923)                        | Suzanne de Smet (1896-1923)                        |  |  | Charles Jean Joseph Marie Ghislain, Baron d'Udekem d'Acoz (1885-1968) | Charles Jean Joseph Marie Ghislain, Baron d'Udekem d'Acoz (1885-1968) | Charles Jean Joseph Marie Ghislain, Baron d'Udekem d'Acoz (1885-1968) | Charles Jean Joseph Marie Ghislain, Baron d'Udekem d'Acoz (1885-1968) | Charles Jean Joseph Marie Ghislain, Baron d'Udekem d'Acoz (1885-1968) | Charles Jean Joseph Marie Ghislain, Baron d'Udekem d'Acoz (1885-1968) |                                                                |                                                                |                                                                |                                                                |                                           |                                           | Suzanne Marie Désirée Chislain Josephe van Outryve d'Yvewalle (1898-1983) | Suzanne Marie Désirée Chislain Josephe van Outryve d'Yvewalle (1898-1983) | Suzanne Marie Désirée Chislain Josephe van Outryve d'Yvewalle (1898-1983) | Suzanne Marie Désirée Chislain Josephe van Outryve d'Yvewalle (1898-1983) | Suzanne Marie Désirée Chislain Josephe van Outryve d'Yvewalle (1898-1983) | Suzanne Marie Désirée Chislain Josephe van Outryve d'Yvewalle (1898-1983) |                                   |                                   | Marguerite d'Udekem d'Acoz (1888-1916) | Marguerite d'Udekem d'Acoz (1888-1916) | Marguerite d'Udekem d'Acoz (1888-1916) | Marguerite d'Udekem d'Acoz (1888-1916) | Marguerite d'Udekem d'Acoz (1888-1916) | Marguerite d'Udekem d'Acoz (1888-1916) |                                |                                | Elisabeth d'Udekem d'Acoz (1890-1980) | Elisabeth d'Udekem d'Acoz (1890-1980) | Elisabeth d'Udekem d'Acoz (1890-1980) | Elisabeth d'Udekem d'Acoz (1890-1980) | Elisabeth d'Udekem d'Acoz (1890-1980)       | Elisabeth d'Udekem d'Acoz (1890-1980)       |                                             |                                             |                                             |                                             |                                    |                                    |                                    |                                    |  |  |                                     |                                     |                                     |                                     |                                     |                                     |  |  |                                     |                                     |                                     |                                     |                                     |                                     |  |  |                              |                              |                              |                              |                              |                              |
| Suzanne de Smet (1896-1923)                        | Suzanne de Smet (1896-1923)                        | Suzanne de Smet (1896-1923)                        | Suzanne de Smet (1896-1923)                        | Suzanne de Smet (1896-1923)                        | Suzanne de Smet (1896-1923)                        |  |  | Charles Jean Joseph Marie Ghislain, Baron d'Udekem d'Acoz (1885-1968) | Charles Jean Joseph Marie Ghislain, Baron d'Udekem d'Acoz (1885-1968) | Charles Jean Joseph Marie Ghislain, Baron d'Udekem d'Acoz (1885-1968) | Charles Jean Joseph Marie Ghislain, Baron d'Udekem d'Acoz (1885-1968) | Charles Jean Joseph Marie Ghislain, Baron d'Udekem d'Acoz (1885-1968) | Charles Jean Joseph Marie Ghislain, Baron d'Udekem d'Acoz (1885-1968) |                                                                |                                                                |                                                                |                                                                |                                           |                                           | Suzanne Marie Désirée Chislain Josephe van Outryve d'Yvewalle (1898-1983) | Suzanne Marie Désirée Chislain Josephe van Outryve d'Yvewalle (1898-1983) | Suzanne Marie Désirée Chislain Josephe van Outryve d'Yvewalle (1898-1983) | Suzanne Marie Désirée Chislain Josephe van Outryve d'Yvewalle (1898-1983) | Suzanne Marie Désirée Chislain Josephe van Outryve d'Yvewalle (1898-1983) | Suzanne Marie Désirée Chislain Josephe van Outryve d'Yvewalle (1898-1983) |                                   |                                   | Marguerite d'Udekem d'Acoz (1888-1916) | Marguerite d'Udekem d'Acoz (1888-1916) | Marguerite d'Udekem d'Acoz (1888-1916) | Marguerite d'Udekem d'Acoz (1888-1916) | Marguerite d'Udekem d'Acoz (1888-1916) | Marguerite d'Udekem d'Acoz (1888-1916) |                                |                                | Elisabeth d'Udekem d'Acoz (1890-1980) | Elisabeth d'Udekem d'Acoz (1890-1980) | Elisabeth d'Udekem d'Acoz (1890-1980) | Elisabeth d'Udekem d'Acoz (1890-1980) | Elisabeth d'Udekem d'Acoz (1890-1980)       | Elisabeth d'Udekem d'Acoz (1890-1980)       |                                             |                                             |                                             |                                             |                                    |                                    |                                    |                                    |  |  |                                     |                                     |                                     |                                     |                                     |                                     |  |  |                                     |                                     |                                     |                                     |                                     |                                     |  |  |                              |                              |                              |                              |                              |                              |
|                                                    |                                                    |                                                    |                                                    |                                                    |                                                    |  |  |                                                                       |                                                                       |                                                                       |                                                                       |                                                                       |                                                                       |                                                                |                                                                |                                                                |                                                                |                                           |                                           |                                                                           |                                                                           |                                                                           |                                                                           |                                                                           |                                                                           |                                   |                                   |                                        |                                        |                                        |                                        |                                        |                                        |                                |                                |                                       |                                       |                                       |                                       |                                             |                                             |                                             |                                             |                                             |                                             |                                    |                                    |                                    |                                    |  |  |                                     |                                     |                                     |                                     |                                     |                                     |  |  |                                     |                                     |                                     |                                     |                                     |                                     |  |  |                              |                              |                              |                              |                              |                              |
|                                                    |                                                    |                                                    |                                                    |                                                    |                                                    |  |  |                                                                       |                                                                       |                                                                       |                                                                       |                                                                       |                                                                       |                                                                |                                                                |                                                                |                                                                |                                           |                                           |                                                                           |                                                                           |                                                                           |                                                                           |                                                                           |                                                                           |                                   |                                   |                                        |                                        |                                        |                                        |                                        |                                        |                                |                                |                                       |                                       |                                       |                                       |                                             |                                             |                                             |                                             |                                             |                                             |                                    |                                    |                                    |                                    |  |  |                                     |                                     |                                     |                                     |                                     |                                     |  |  |                                     |                                     |                                     |                                     |                                     |                                     |  |  |                              |                              |                              |                              |                              |                              |
| Henri, Comte d'Udekem d'Acoz (1933-2021)           | Henri, Comte d'Udekem d'Acoz (1933-2021)           | Henri, Comte d'Udekem d'Acoz (1933-2021)           | Henri, Comte d'Udekem d'Acoz (1933-2021)           | Henri, Comte d'Udekem d'Acoz (1933-2021)           | Henri, Comte d'Udekem d'Acoz (1933-2021)           |  |  | Comte Raoul d'Udekem d'Acoz (1935-2023)                               | Comte Raoul d'Udekem d'Acoz (1935-2023)                               | Comte Raoul d'Udekem d'Acoz (1935-2023)                               | Comte Raoul d'Udekem d'Acoz (1935-2023)                               | Comte Raoul d'Udekem d'Acoz (1935-2023)                               | Comte Raoul d'Udekem d'Acoz (1935-2023)                               |                                                                |                                                                | Comte Patrick d'Udekem d'Acoz (1936-2008)                      | Comte Patrick d'Udekem d'Acoz (1936-2008)                      | Comte Patrick d'Udekem d'Acoz (1936-2008) | Comte Patrick d'Udekem d'Acoz (1936-2008) | Comte Patrick d'Udekem d'Acoz (1936-2008)                                 | Comte Patrick d'Udekem d'Acoz (1936-2008)                                 |                                                                           |                                                                           |                                                                           |                                                                           |                                   |                                   | Comtesse Anna Maria Komorowska (1946-) | Comtesse Anna Maria Komorowska (1946-) | Comtesse Anna Maria Komorowska (1946-) | Comtesse Anna Maria Komorowska (1946-) | Comtesse Anna Maria Komorowska (1946-) | Comtesse Anna Maria Komorowska (1946-) |                                |                                |                                       |                                       |                                       |                                       |                                             |                                             |                                             |                                             |                                             |                                             |                                    |                                    |                                    |                                    |  |  |                                     |                                     |                                     |                                     |                                     |                                     |  |  |                                     |                                     |                                     |                                     |                                     |                                     |  |  |                              |                              |                              |                              |                              |                              |
| Henri, Comte d'Udekem d'Acoz (1933-2021)           | Henri, Comte d'Udekem d'Acoz (1933-2021)           | Henri, Comte d'Udekem d'Acoz (1933-2021)           | Henri, Comte d'Udekem d'Acoz (1933-2021)           | Henri, Comte d'Udekem d'Acoz (1933-2021)           | Henri, Comte d'Udekem d'Acoz (1933-2021)           |  |  | Comte Raoul d'Udekem d'Acoz (1935-2023)                               | Comte Raoul d'Udekem d'Acoz (1935-2023)                               | Comte Raoul d'Udekem d'Acoz (1935-2023)                               | Comte Raoul d'Udekem d'Acoz (1935-2023)                               | Comte Raoul d'Udekem d'Acoz (1935-2023)                               | Comte Raoul d'Udekem d'Acoz (1935-2023)                               |                                                                |                                                                | Comte Patrick d'Udekem d'Acoz (1936-2008)                      | Comte Patrick d'Udekem d'Acoz (1936-2008)                      | Comte Patrick d'Udekem d'Acoz (1936-2008) | Comte Patrick d'Udekem d'Acoz (1936-2008) | Comte Patrick d'Udekem d'Acoz (1936-2008)                                 | Comte Patrick d'Udekem d'Acoz (1936-2008)                                 |                                                                           |                                                                           |                                                                           |                                                                           |                                   |                                   | Comtesse Anna Maria Komorowska (1946-) | Comtesse Anna Maria Komorowska (1946-) | Comtesse Anna Maria Komorowska (1946-) | Comtesse Anna Maria Komorowska (1946-) | Comtesse Anna Maria Komorowska (1946-) | Comtesse Anna Maria Komorowska (1946-) |                                |                                |                                       |                                       |                                       |                                       |                                             |                                             |                                             |                                             |                                             |                                             |                                    |                                    |                                    |                                    |  |  |                                     |                                     |                                     |                                     |                                     |                                     |  |  |                                     |                                     |                                     |                                     |                                     |                                     |  |  |                              |                              |                              |                              |                              |                              |
|                                                    |                                                    |                                                    |                                                    |                                                    |                                                    |  |  |                                                                       |                                                                       |                                                                       |                                                                       |                                                                       |                                                                       |                                                                |                                                                |                                                                |                                                                |                                           |                                           |                                                                           |                                                                           |                                                                           |                                                                           |                                                                           |                                                                           |                                   |                                   |                                        |                                        |                                        |                                        |                                        |                                        |                                |                                |                                       |                                       |                                       |                                       |                                             |                                             |                                             |                                             |                                             |                                             |                                    |                                    |                                    |                                    |  |  |                                     |                                     |                                     |                                     |                                     |                                     |  |  |                                     |                                     |                                     |                                     |                                     |                                     |  |  |                              |                              |                              |                              |                              |                              |
|                                                    |                                                    |                                                    |                                                    |                                                    |                                                    |  |  |                                                                       |                                                                       |                                                                       |                                                                       |                                                                       |                                                                       |                                                                |                                                                |                                                                |                                                                |                                           |                                           |                                                                           |                                                                           |                                                                           |                                                                           |                                                                           |                                                                           |                                   |                                   |                                        |                                        |                                        |                                        |                                        |                                        |                                |                                |                                       |                                       |                                       |                                       |                                             |                                             |                                             |                                             |                                             |                                             |                                    |                                    |                                    |                                    |  |  |                                     |                                     |                                     |                                     |                                     |                                     |  |  |                                     |                                     |                                     |                                     |                                     |                                     |  |  |                              |                              |                              |                              |                              |                              |
| Mathilde d'Udekem d'Acoz, Reine des Belges (1973-) | Mathilde d'Udekem d'Acoz, Reine des Belges (1973-) | Mathilde d'Udekem d'Acoz, Reine des Belges (1973-) | Mathilde d'Udekem d'Acoz, Reine des Belges (1973-) | Mathilde d'Udekem d'Acoz, Reine des Belges (1973-) | Mathilde d'Udekem d'Acoz, Reine des Belges (1973-) |  |  | Philippe, Roi des Belges (1960-)                                      | Philippe, Roi des Belges (1960-)                                      | Philippe, Roi des Belges (1960-)                                      | Philippe, Roi des Belges (1960-)                                      | Philippe, Roi des Belges (1960-)                                      | Philippe, Roi des Belges (1960-)                                      |                                                                |                                                                | Marie-Alix d'Udekem d'Acoz (1974-1997)                         | Marie-Alix d'Udekem d'Acoz (1974-1997)                         | Marie-Alix d'Udekem d'Acoz (1974-1997)    | Marie-Alix d'Udekem d'Acoz (1974-1997)    | Marie-Alix d'Udekem d'Acoz (1974-1997)                                    | Marie-Alix d'Udekem d'Acoz (1974-1997)                                    |                                                                           |                                                                           | Elisabeth d'Udekem d'Acoz (1977-)                                         | Elisabeth d'Udekem d'Acoz (1977-)                                         | Elisabeth d'Udekem d'Acoz (1977-) | Elisabeth d'Udekem d'Acoz (1977-) | Elisabeth d'Udekem d'Acoz (1977-)      | Elisabeth d'Udekem d'Acoz (1977-)      |                                        |                                        | Hélène d'Udekem d'Acoz (1979-)         | Hélène d'Udekem d'Acoz (1979-)         | Hélène d'Udekem d'Acoz (1979-) | Hélène d'Udekem d'Acoz (1979-) | Hélène d'Udekem d'Acoz (1979-)        | Hélène d'Udekem d'Acoz (1979-)        |                                       |                                       | Comte Charles-Henri d'Udekem d'Acoz (1985-) | Comte Charles-Henri d'Udekem d'Acoz (1985-) | Comte Charles-Henri d'Udekem d'Acoz (1985-) | Comte Charles-Henri d'Udekem d'Acoz (1985-) | Comte Charles-Henri d'Udekem d'Acoz (1985-) | Comte Charles-Henri d'Udekem d'Acoz (1985-) |                                    |                                    |                                    |                                    |  |  |                                     |                                     |                                     |                                     |                                     |                                     |  |  |                                     |                                     |                                     |                                     |                                     |                                     |  |  |                              |                              |                              |                              |                              |                              |
| Mathilde d'Udekem d'Acoz, Reine des Belges (1973-) | Mathilde d'Udekem d'Acoz, Reine des Belges (1973-) | Mathilde d'Udekem d'Acoz, Reine des Belges (1973-) | Mathilde d'Udekem d'Acoz, Reine des Belges (1973-) | Mathilde d'Udekem d'Acoz, Reine des Belges (1973-) | Mathilde d'Udekem d'Acoz, Reine des Belges (1973-) |  |  | Philippe, Roi des Belges (1960-)                                      | Philippe, Roi des Belges (1960-)                                      | Philippe, Roi des Belges (1960-)                                      | Philippe, Roi des Belges (1960-)                                      | Philippe, Roi des Belges (1960-)                                      | Philippe, Roi des Belges (1960-)                                      |                                                                |                                                                | Marie-Alix d'Udekem d'Acoz (1974-1997)                         | Marie-Alix d'Udekem d'Acoz (1974-1997)                         | Marie-Alix d'Udekem d'Acoz (1974-1997)    | Marie-Alix d'Udekem d'Acoz (1974-1997)    | Marie-Alix d'Udekem d'Acoz (1974-1997)                                    | Marie-Alix d'Udekem d'Acoz (1974-1997)                                    |                                                                           |                                                                           | Elisabeth d'Udekem d'Acoz (1977-)                                         | Elisabeth d'Udekem d'Acoz (1977-)                                         | Elisabeth d'Udekem d'Acoz (1977-) | Elisabeth d'Udekem d'Acoz (1977-) | Elisabeth d'Udekem d'Acoz (1977-)      | Elisabeth d'Udekem d'Acoz (1977-)      |                                        |                                        | Hélène d'Udekem d'Acoz (1979-)         | Hélène d'Udekem d'Acoz (1979-)         | Hélène d'Udekem d'Acoz (1979-) | Hélène d'Udekem d'Acoz (1979-) | Hélène d'Udekem d'Acoz (1979-)        | Hélène d'Udekem d'Acoz (1979-)        |                                       |                                       | Comte Charles-Henri d'Udekem d'Acoz (1985-) | Comte Charles-Henri d'Udekem d'Acoz (1985-) | Comte Charles-Henri d'Udekem d'Acoz (1985-) | Comte Charles-Henri d'Udekem d'Acoz (1985-) | Comte Charles-Henri d'Udekem d'Acoz (1985-) | Comte Charles-Henri d'Udekem d'Acoz (1985-) |                                    |                                    |                                    |                                    |  |  |                                     |                                     |                                     |                                     |                                     |                                     |  |  |                                     |                                     |                                     |                                     |                                     |                                     |  |  |                              |                              |                              |                              |                              |                              |

## Pour approfondir